# 시크한디

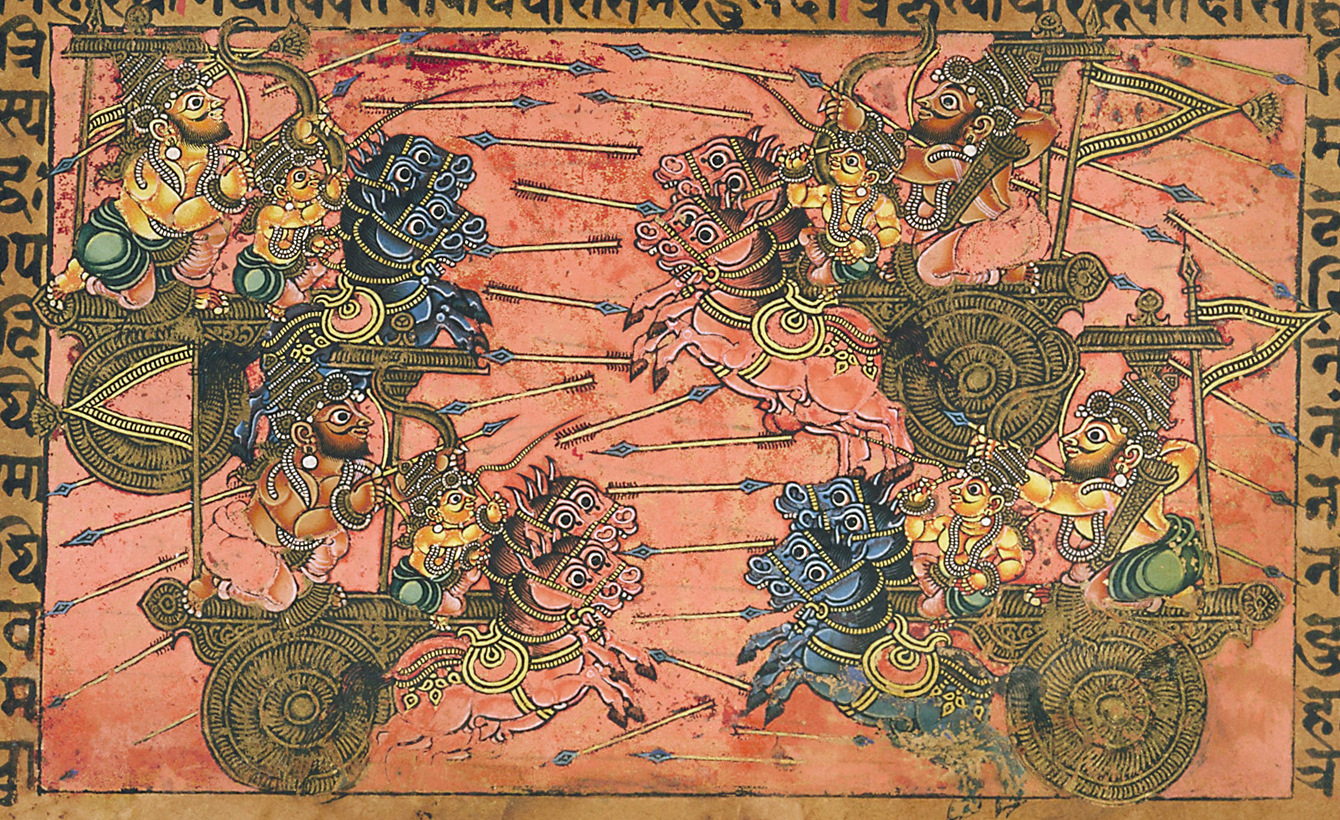

시크한디(산스크리트어: शिखंडी 쉬칸디)는 힌두 서사시 마하바라타의 등장인물이다. 전생에 카시 왕국의 세 왕녀 중 장녀인 암바였다.
시크한디의 전생인 암바는 두 여동생 암비카, 암발리카와 함께 비슈마에게 납치를 당했다. 비슈마는 세 왕녀를 하스티나푸르의 왕세자 비치트라비랴에게 선물했는데, 암바가 자신은 사우발라의 왕 살와를 사랑한다고 하자 비치트라비리야는 암바의 두 여동생만 처첩으로 취하고 암바를 살와에게 보냈다. 그러나 살와는 과거 비슈마에게 패배했던 기억을 수치스러워하여 암바를 거부했다. 그러나 왕자이면서 동시에 구루였던 비슈마는 금욕을 지켜야 한다는 이유로 역시 그녀를 거부했다. 머리끝까지 화가 난 암바는 자신이 불행한 신세가 된 원흉이 비슈마라고 생각하여 이후 여생을 그를 죽이려고 골몰했으나 성공하지 못하고 결국 자살했다.
자살한 암바는 후생에서 판찰라의 왕 드루파다의 딸인 시크한디니(Shikhandini)로 태어났다. 이후 시크한디니는 남자인 시크한디가 되는데, 어떻게 남자가 되었는지는 판본마다 이야기가 다르다. 암바가 애초에 남자로 환생해서 처음부터 시크한디였다는 판본도 있고, 시크한디니에서 시크한디로 성전환을 하는 과정에서 고자가 되었다는 판본도 있고, 고자가 아닌 완전한 남자가 되어 크샤트라데바라는 아들도 두었다는 판본도 있다. 마하바라타의 초기 판본에서는 암바가 여자로 환생한 뒤에도 성전환을 하지 않고 여전사 시크한디니로서 쿠루크셰트라 전쟁에 복무하는데 이는 판찰라에는 성차별이 없었기 때문이라고 한다.
쿠루크셰트라 전쟁에서 비슈마는 시크한디가 암바의 환생임을 알아보지만 계집과 싸울 수 없다며 시크한디를 피해 다닌다. 전투 10째 날에 아르주나가 이를 이용해 시크한디를 자기 전차에 태우고 그 등 뒤에 숨어 비슈마를 아스트라로 꿰뚫는다. 비슈마는 그 자리에서 즉사하지는 않지만 이 상처가 원인이 되어 며칠 뒤 죽는다. 이로써 시크한디는 비슈마의 죽음에 기여함으로써 전생의 원수를 갚는다.
시크한디는 전투 18째 날 아슈와타마에게 죽는다. 일부 판본에서는 아슈와타마가 시크한디의 동반자를 시크한디의 눈앞에서 도륙내 죽이는데, 이 동반자가 남자인지 여자인지도 판본에 따라 또 다르다.